# Fauvine des pins
Peucedramus taeniatus
Famille
Genre
Espèce
Statut de conservation UICN

 LC  : Préoccupation mineure
Répartition géographique
La Fauvine des pins (Peucedramus taeniatus) est une espèce d'oiseau, la seule représentante du genre Peucedramus et de la famille des Peucedramidae. Bien qu'elle ressemble aux Parulinae nord-américaines et qu'on l'ait déjà associée à cette sous-famille, des études plus poussées sur son anatomie, sa génétique et son comportement justifient qu'on la classe dans un groupe distinct.

## Description

### Morphologie
Le mâle est légèrement plus grand que la femelle.  Les dimensions suivantes proviennent d'une population de la sous-espèce Peucedramus taeniatus arizonae :
- Mâle, longueur des ailes : 72–81 mm (échantillon de 30 individus)
- Femelle, longueur des ailes : 67–75 mm (échantillon de 30 individus)

La masse varie entre 9 et 12 g, toutes races confondues.

### Plumage
Le mâle adulte a la tête, la gorge, la nuque et le haut de la poitrine de couleur ocre, avec un masque noirâtre qui s'élargit derrière l'œil.  Le haut du dos est gris olive, le dos, les scapulaires, le croupion et le dessus de la queue sont gris.  La queue bien échancrée est gris foncé presque noir.  Les ailes sont gris foncé presque noir avec deux barres alaires saillantes.  Les flancs sont grisâtres, le ventre et les couvertures sous-caudales blanc grisâtre.
La femelle adulte a la calotte olive, la face jaune, la gorge et la poitrine jaune pâle.  Le masque est noir mêlé d'un peu de gris.  L'immature ressemble à la femelle, mais avec une calotte grise et les dessous plus pâles, presque blanc.

### Caractères distinctifs
La tête ocre et le masque noir du mâle sont distinctifs.  Le jaune, les barres alaires et la poitrine non striée de la femelle la distinguent des parulines de l'ouest américain.  La femelle et l'immature pourraient être confondues avec la Paruline à tête jaune, mais l'absence de masque de cette dernière différencie les deux espèces. La femelle et l'immature pourraient aussi être confondues avec l'immature de la Paruline de Townsend, mais celle-ci a les flancs striés.

## Systématique

### Sous-espèces
Le cline observé du nord au sud est classifié en cinq sous-espèces.  En général, les sous-espèces du nord sont plus grandes et plus ternes que celles du sud.  La classification des sous-espèces présentée est reprise de Webster,.
- Peucedramus taeniatus arizonae (Miller et Griscom 1925)[5], est généralement plus pâle, plus grise et moins verte que les races méridionales.  Le dos est aussi plus brun[3].  L'ocre de la tête du mâle est plus terne, la femelle et le jeune mâle sont les plus jaunes.  Arizonae niche dans les montagnes du centre de l'Arizona, le sud-ouest du Nouveau-Mexique, l'ouest du Chihuahua et hiverne dans le sud de l'aire de répartition de l'espèce.
- P. t. jaliscensis (Miller et Griscom 1925)[5], a le dos plus sombre et moins brunâtre olive qu'arizonae.  Le dos est plus olive que les autres sous-espèces.  Jaliscensis se retrouve dans les zones tempérées de l'ouest du Mexique, du sud du Chihuahua au sud-ouest du Jalisco, incluant Colima, Durango et Zacatecas, à l'est, du sud de Nuevo León et l'ouest de Tamaulipas et au sud, au centre-sud de San Luis Potosí.
- P. t. giraudi (Zimmer 1948)[6] (anciennement P. olivaceus olivaceus (Giraud 1841)) est la sous-espèce avec le dos le plus verdâtre.  Giraudi a la tête avec plus d'orange que les sous-espèces septentrionales et le jaune et l'orange de la tête sont plus brillants comparé aux sous-espèces méridionales. Giraudi niche dans les zones tempérées du nord-ouest de Jalisco, le nord du Michoacán, le centre du Puebla et le centre-ouest de Veracruz.
- P. t. taeniatus (du Bus de Gisignies 1847) a le dos plus gris plomb et la tête avec un jaune ou orange plus frappant.  Taeniatus se retrouve dans le centre du Guerrero, Oaxaca, Chiapas et l'ouest du Guatemala.
- P. t. micrus (Miller et Griscom 1925) [5], est la plus petite des sous-espèces et a aussi un bec plus large.  Micrus ressemble à la forme la plus sombre de taeniatus, mais avec plus de noir et moins de vert.

La classification des races du sud du Mexique et de l'Amérique centrale est sujette à caution.  La présence de populations géographiquement isolées et des variations morphologiques au sein des races laisse supposer qu'il pourrait en être autrement.  Une analyse plus poussée est nécessaire pour clarifier la situation.

### Espèces apparentées
La parenté de ce taxon est incertaine.  La Fauvine des pins n'appartient pas au groupe des parulinae, bien qu'à l'origine, on la considérait membre du genre dendroica, ou du moins étroitement associée à ce genre,.  L'espèce partage plusieurs caractéristiques morphologiques avec le genre dendroica, mais s'en distingue également par son bec plus courbé, par sa queue échancrée et, pour les mâles de la sous-espèce du nord, par les 14 mois pour atteindre le plumage adulte définitif.
Des études un peu plus récentes sur des différences anatomiques (muscles et os du bec et de la langue, muscles des membres, protéines du blanc d'œuf) appuient la thèse d'une famille distincte pour la Fauvine des pins,,,.  Certains traits comportementaux observés (construction du nid, vocalisation, salissage du nid par les jeunes) ainsi que la couleur des œufs distinguent aussi cette espèce des Parulinae.  Enfin, le résultat d'études d'hybridation de l'ADN place la Fauvine des pins comme membre unique de la sous-famille des peucedraminae dans la famille des fringillidae :
« DNA-DNA hybridization comparisons indicate that Peucedramus taeniatus is the sister species of the other fringillids.  This unexpected result requires confirmation or contrary evidence. »

## Écologie et comportement

### Habitat

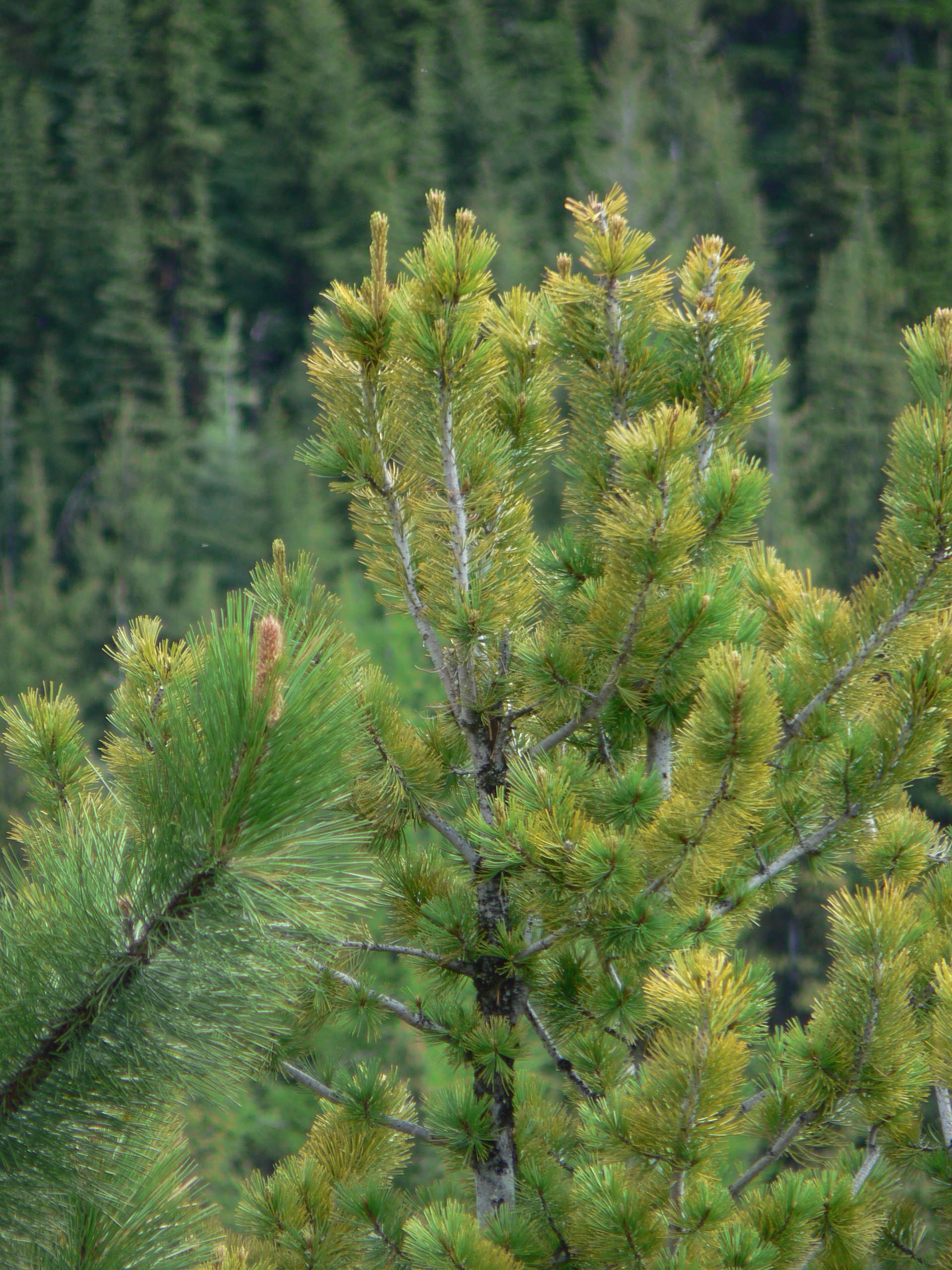
Le Pin ponderosa, un conifère prisé par la Fauvine des pins

La Fauvine des pins occupe principalement les pinèdes montagneuses au-delà de 2 000 m.  En Amérique centrale, on peut aussi la retrouver à des élévations de moindre hauteur, entre 1 000 et 2 000 m.
Dans le nord de sa répartition, elle affectionne les forêts clairsemées de conifères à plus de 2 600 m composées surtout de pins (Pin ponderosa, Pin à sucre), mais aussi de Sapin de Douglas et d'autres espèces de sapins.  Au Mexique et en Amérique centrale, elle s'observe également dans d'autres espèces de pins (Pinus leiophylla, Pinus cooperi, Pinus engelmannii, Pinus durangensis, Pinus hartwegii, Pinus montezumae) et ne dédaigne pas les forêts de pins mêlés avec du chêne (Quercus durifolia, Quercus eduardii).

### Alimentation
La Fauvine des pins se nourrit principalement d'insectes.  Elle cherche habituellement sa nourriture dans les branches au sommet des pins.  Elle glane les touffes d'épines, voltigeant parfois pour atteindre les endroits difficiles d'accès ou pour attraper un insecte au vol.

### Chant
Le répertoire de chant de la Fauvine des pins est varié.  La version plus commune est une strophe de deux syllabes sifflées et sonores – pita pita pita – ou encore – pido pido pido – répétées de 3 à 5 fois.  D'autres versions du chant comprennent la répétition d'une strophe d'une seule syllabe.
Le mâle et la femelle chantent.  Le mâle chante toute l'année, mais la fréquence de son chant augmente vers la fin de l'hiver et atteint un sommet en avril.  Dans la journée, au printemps, on l'entend surtout dans le milieu de l'avant-midi, mais aussi vers la fin de l'après-midi.  Les oiseaux émettent aussi un cri cours, doux et sifflé.

## Reproduction

### Accouplement
La Fauvine des pins semble monogame.  Les données sur le sujet sont insuffisantes pour affirmation certaine.

### Nidification
Le nid est construit par la femelle.  Compact et en forme de coupe, il est composé de radicelles, de mousse, de lichens, d'écailles de bourgeons et de fleurs, de toiles d'araignées.  L'intérieur est tapissé de fines radicelles et de fibres végétales.  Des aiguilles de pin sont insérées dans la paroi extérieure.  L'extérieur mesure 8 à 9 cm de diamètre et 6 cm de profond.  La coupe intérieure fait 5 cm de diamètre par 3,5 cm de profond.  Le nid est localisé haut dans un conifère, entre 5 et 21 m du sol, et loin du tronc sur une branche.
Les œufs, au nombre de 3 ou 4 mesure 17 mm de long par 13 mm de large.  De forme subelliptique, ils ont une surface lisse et légèrement lustrée.  La couleur est variable.  Le fond peut être bleuâtre ou grisâtre pâle.  Ils sont couverts de taches et de mouchetures de formes et de grandeurs inégales et qui varient entre l'olive, le brun olive, le gris, le gris olive ou le gris brun, et souvent plus abondant au gros bout.
Les oisillons sont nidicoles.  Seule la femelle incube les œufs, mais les deux adultes nourrissent les jeunes.  Au moment de quitter le nid, les jeunes ont l'habitude de le souiller avec leurs excréments.  Les jeunes accompagnent les adultes pendant l'automne et l'hiver suivants.

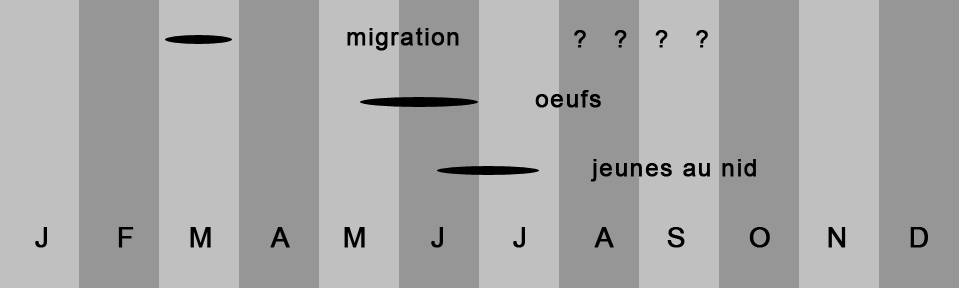
Cycle annuel de la Fauvine des pins. Les dates de migration automnale sont incertaines.

### Territorialité
La Fauvine des pins est territoriale.  Pendant la saison de nidification, le couple défend une aire contre l'intrusion de membres de la même espèce.
Dans un peuplement de Pins ponderosa en Arizona, on a calculé une densité de 5,6 couples par 10 ha.  Au Mexique, dans un habitat composé en majorité de chênes, on a observé une densité de couples nicheurs de 5 ou 6 sur une aire de 37 ha.  On estime que les territoires défendus par les couples à cet endroit devaient être plus étendus que la moyenne parce que l'habitat n'était pas idéal pour cette espèce.

## Répartition
La Fauvine des pins se reproduit à partir du sud-ouest des États-Unis jusqu'au Nicaragua en Amérique centrale.  Depuis 1974 on observe une expansion vers le nord et le nord-est de sa répartition en Arizona.  Son aire de nidification est très morcelée.  On identifie huit zones distinctes :
- La plus grande zone commence au sud-est de l'Arizona et au sud-ouest du Nouveau-Mexique, se poursuit dans l'ouest du Mexique le long de la Sierra Madre Occidentale, le long de la Cordillère néovolcanique et se termine dans la Sierra de Juárez, une chaîne de montagnes dans l'Oaxaca ;
- Au Mexique, dans une zone restreinte dans le nord-est du Coahuila ;
- Le sud du Nuevo León et au-delà des frontières dans les états adjacents ;
- Une zone très restreinte dans le sud-est du Tamaulipas ;
- Dans la Sierra Madre del Sur le long de la côte du Pacifique ;
- Au centre du Chiapas, dans la Sierra Madre de Chiapas ;
- Au sud du Guatemala dans la Sierra Madre de Chiapas ;
- Au centre du Honduras, toujours dans la Sierra Madre de Chiapas, incluant une zone restreinte dans le nord-ouest du Nicaragua ;
- L'espèce est résidente à longueur d'année dans son aire de répartition, sauf pour les populations du nord du Mexique et des États-Unis qui descendent dans les aires plus au sud pendant l'hiver[1].

## Photos
- Olive Warbler photo gallery VIREO Photo-High Res

## Enregistrements du chant
- Peucedramus taeniatus dans xeno-canto America